# Маносфера
Маносфе́ра (англ. manosphere), или мэносфе́ра — сеть сайтов, блогов и форумов, на которых продвигаются маскулинность, враждебность к женщинам, антифеминизм и мизогиния. Включает в себя движение за права мужчин, движение инцелов, «мужчин, идущих своим путём» (MGTOW) и пикаперов (PUA), движение за права отцов. Маносфера связана с ультраправыми и альтернативными правыми, она радикализирует мужчин на совершение насилия над женщинами.

## История
Маносфера выросла из общественных движений, таких как мужское освободительное движение 1970—1980-х годов. Название «маносфера» образовано от англ. man — «мужчина» и слова блогосфера и, как считается, появилось в 2009 году на сервисе Blogger. Оно было популяризовано Иэном Айронвудом (Ian Ironwood), изготовителем порнографии и писателем. Термин вошёл в английский язык из-за того, что новостные издания начали применять его к мужчинам, которые совершали мизогинное насилие, половые преступления или занимались интернет-травлей.
По мнению исследовательницы Эммы Джейн (Emma Jane), сообщества маносферы превратились из маргинальных в мейнстримные в 2010 году. Она считает, что популяризация движений маносферы была вызвана приходом Веб 2.0 и социальных медиа на фоне системной мизогинии и сохранения патриархального общества. Маносфера твёрдо закрепилась к 2014 году, а её идеи вошли в мейнстримный дискурс, где они иногда используются и людьми, которые не входят в конкретные группы маносферы.

## Идеология
Маносфера — это разнородное объединение онлайн-сообществ, некоторые из которых враждебны друг к другу. Однако при этом гендерная исследовательница Эмма Джейн выделяет и некоторые общие черты сообществ маносферы. Например, все они имеют истоки в социальных движениях, которые появились ещё до возникновения современной киберсферы, членами различных движений маносферы зачастую становятся люди, идентифицирующие себя как социальные аутсайдеры с точки зрения противостояния истеблишменту, левым идеям или консервативной морали, клерикализму, либертарианству и т. д.. Исследовательница Анджела Нейгл (англ. Angela Nagle) отмечает, что по крайней мере некоторые характеристики маносферы противоречат конвенциональной академической феминистской теории в отношении гегемонной маскулинности: например, движение за права мужчин (MRM) демонстрирует определённую толерантность к людям разных сексуальных предпочтений. Среди основных идей маносферы — представление, что современное общество испорчено феминизмом, который нарушил естественные гендерные отличия мужчин и женщин, а также вера в способность мужчин спасти общество или достичь сексуальных побед с помощью гипермаскулинного поведения и/или подчинения.
В маносфере используется специфический жаргон. Деление на «альфа-самцов» и «бета-самцов» из эволюционной психологии адаптируется в маносфере в деление на мужчин-«альф», которые считаются сексуально доминантными и привлекательными для женщин, и мужчин-«бет», с которыми, как считается в маносфере, женщины связываются для того, чтобы те их обеспечивали. Блогеры из маносферы возлагают вину за конфликты между полами на женщин, ищущих секса с «альфа-самцами» и использующих остальных в своих интересах.

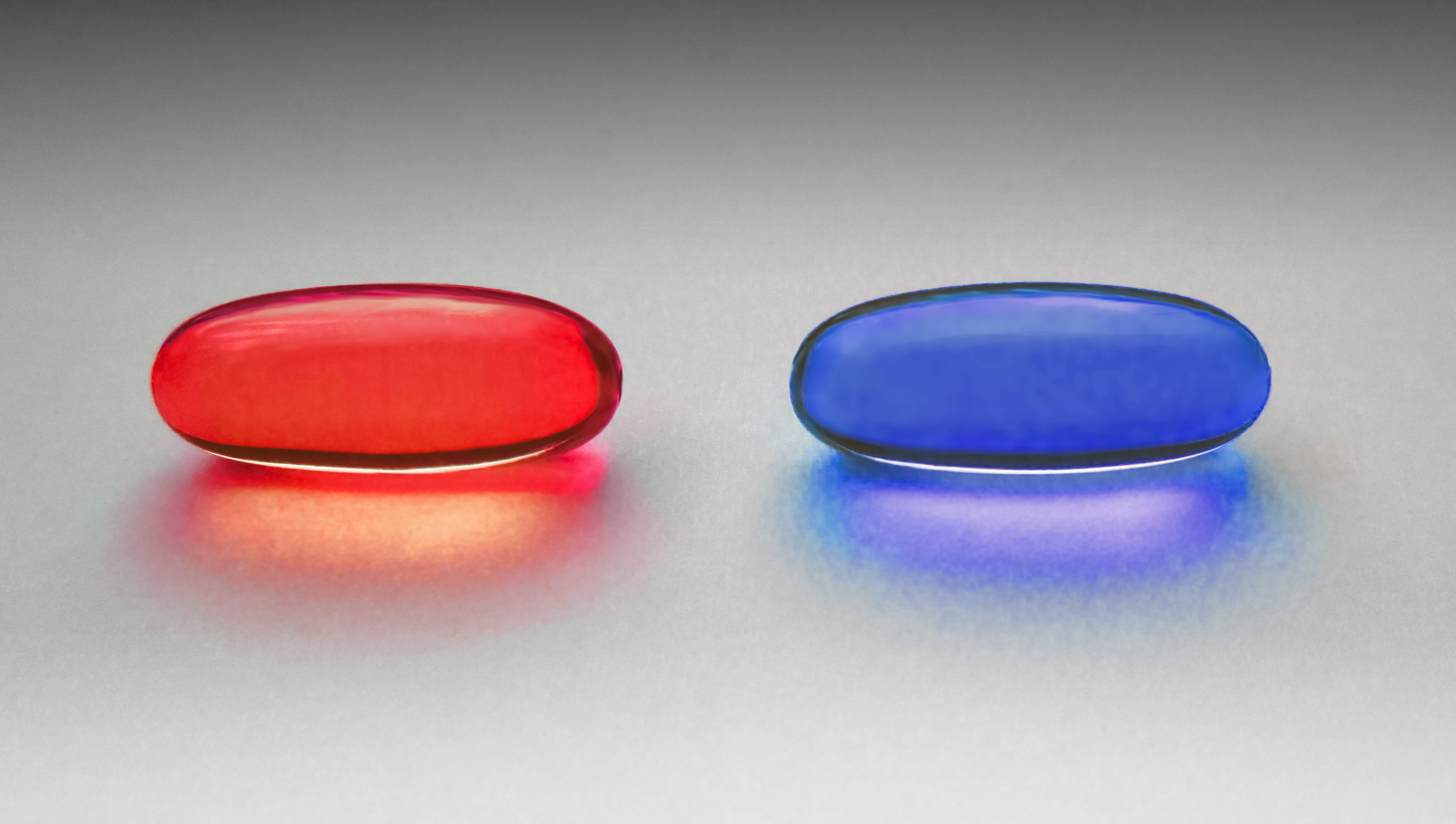
Красная и синяя таблетки

Участники маносферы считают, что феминистки и политическая корректность скрывают реальность, а мужчины — это жертвы, которые должны бороться за выживание. Одним из центральных понятий маносферы является метафора красной и синей таблеток из фильма «Матрица»: красная таблетка — это «пробуждение» от феминистической «иллюзии» и осознание фундаментальной мизандричности мира и доминирования в нём феминистических ценностей, а синяя таблетка — это игнорирование таковой «реальности».

## Критика
Маносфера связана с ультраправыми и альтернативными правыми. Многие участники маносферы поддерживают «контроль за сексуальностью белых женщин», который является важной темой движения альтернативных правых. Уровень антифеминизма в сообществах маносферы варьируется от достаточно мягкого сексизма до крайней сильной ненависти к женщинам. Некоторые участники маносферы связаны с интернет-травлей женщин и некоторыми массовыми убийствами. Маносфера обвиняется в радикализации мужчин и пропаганде насилия над женщинами. Также среди участников маносферы распространены расизм и ксенофобия, популярной темой обсуждений в маносфере является предполагаемая угроза западной цивилизации.
Движения за права отцов в своей риторике склонны игнорировать фактическое гендерное разделение труда между родителями до развода и не уделять внимания практическим реалиям совместной заботы о детях после развода. Они часто подразумевают, что основную ответственность за повседневную заботу о детях как до, так и после развода должны нести матери. В некоторых случаях сторонники прав отцов навязывают детям общение с отцами, невзирая на желания самих детей и потенциальный ущерб их благополучию (в частности, безопасность от насилия). Движения за права отцов широко используют риторику обвинения и демонизации женщин, в частности в контексте озабоченности тратами и занятиями бывших жён, и активно добиваются освобождения отцов от выплаты алиментов. Исследователи делают вывод, что основной интерес, который преследуют движения за права отцов, — это не только благополучие детей или забота о них, но и утверждение власти мужчин над своими детьми и бывшими партнёршами.
Многих сторонников прав отцов, как отмечают исследователи, объединяют значительные эмоциональные трудности, возникающие вследствие развода — в группах по правам отцов многие разведённые отцы находят необходимую им поддержку. Однако часто такие группы предлагают своим участникам позицию, основанную лишь на гневе и обвинении бывших партнёрш и «системы». Хотя многие участники групп по правам отцов искренне хотели бы больше участвовать в жизни своих детей, движение за права отцов с его риторикой, представляющей мужчин как жертв и демонизирующей женщин, мало способствует позитивной вовлечённости отцов в заботу о детях.